# Andromède glauque
Andromeda polifolia var. latifolia
Variété
Classification APG III (2009)
L'Andromède glauque (Andromeda polifolia var. latifolia) est une variété de plante à fleurs de la famille des Ericaceae. C'est une plante ligneuse originaire du sud-est de la l'Amérique du Nord.

## Synonymes
- Andromeda glaucophylla
- Andromeda polifolia var. glaucophylla